# Antonov An-180
O Antonov An-180 foi um protótipo de aeronave ucraniana de tamanho médio, com duplo corredor e movida por propfan. Apesar de o desenho ter sido terminado, a aeronave nunca foi construída e teve seu projeto cancelado.

## Especificações
O An-180 segue um desenho convencional de monoplano de asa baixa e empenagem normal, sendo que a componente menos convencional eram os motores, duas propfan montadas em cada um dos estabilizadores horizontais.
Caso a tivesse sido construído, o An-180 teria vários tamanhos de fuselagem, começando com 150-156 passageiros, até uma capaz de albergar 200 passageiros. Estava ainda planeada uma versão que combinava carga com passageiros, bem como uma exclusivamente de carga.